# Are You Morbid?
Are You Morbid? è la seconda raccolta del gruppo heavy metal svizzero Celtic Frost, pubblicata nel dicembre 2003 da Delta Music.
Sebbene la copertina porti la dicitura The Best of Celtic Frost, il disco contiene anche due tracce degli Hellhammer, gruppo in cui avevano militato Tom Gabriel Fischer e Martin Eric Ain, e una degli Apollyon Sun, fondati da Fischer dopo la fine dei Celtic Frost. L'album presenta tracce da tutti i dischi della band, comprese le cover Mexican Radio dei Wall of Voodoo e Heroes di David Bowie.
La raccolta fu pubblicata senza il consenso della band, come scrisse lo stesso Fischer sul sito ufficiale:
(Tom Gabriel Fischer)

## Tracce
- Tutte le tracce dei Celtic Frost eccetto dove indicato.

1. Messiah (Hellhammer) - 4:35
2. Triumph of Death (Hellhammer) - 9:31
3. Morbid Tales - 3:29
4. Suicidal Winds - 4:37
5. Necromantical Screams - 6:02
6. In the Chapel, in the Moonlight - 2:04
7. I Won't Dance - 4:33
8. Mexican Radio - 3:30
9. Juices Like Wine - 4:14
10. Cherry Orchards - 4:02
11. Vanity - 4:24
12. Nemesis - 7:49
13. Heroes - 3:47
14. Under Apollyon's Sun - 5:36
15. Messiah (Second Coming) (Apollyon Sun) - 4:10

## Formazione
- Thomas Gabriel Fischer - voce, chitarra (tutte le tracce)
- Erol Unala - chitarra (traccia 15)
- Oliver Amber - chitarra (tracce 9 e 10)
- Ron Marks - chitarra (tracce 11, 12 e 13)
- Martin Eric Ain - basso (tracce 1, 2, 3, 4, 6, 7, 8, 14)
- Curt Victor Bryant - basso (tracce 9, 10, 11, 12 e 13)
- Dominic Steiner - basso (traccia 5)
- Dany Zingg - basso (traccia 15)
- Bruce Day - batteria (tracce 1 e 2)
- Stephen Priestly - batteria (tracce 3, 9, 10, 11, 12 e 13)
- Reed St. Mark - batteria (tracce 4, 5, 6, 7, 8
- Marky Edelmann - batteria (traccia 15)
- Donovan Szypura - programmazione (traccia 15)